# Cristian Amicucci
Cristian Amicucci (Junín, Buenos Aires, 17 de agosto de 1985) es un jugador de baloncesto argentino. Con 2,02 metros de altura actúa en la posición de pívot. Actualmente es jugador del Independiente BBC de La Liga Argentina.

## Trayectoria deportiva

### Comienzos
Realiza las divisiones inferiores en Boca Juniors sin poder debutar en la máxima categoría del básquet.

### Carrera profesional
Firmó su primer contrato profesional el año 2003, con una duración de dos años, con Argentino de Junín para disputar la Liga Nacional de Básquet 2003-04 y disputó un total de 18 partidos, con tan sólo 18 años, y alcanzó medias de 3,8 puntos y 2,3 rebotes en 12,9 minutos por partido. En la Liga Nacional de Básquet 2004-05 logró clasificarse a los play off donde perdió la serie por 3-1 contra Gimnasia y Esgrima de Comodoro Rivadavia. En esa temporada disputó 13 partidos alcanzando medias de 2,2 puntos y 1,5 rebotes en 5,8 minutos por partido.
En el año 2004 firmó un contrato con una duración de dos años con Quimsa para disputar el Torneo Nacional de Ascenso 2004-05 disputando un total de 20 partidos y alcanzando medias de 7,8 puntos y 5,4 rebotes en 24,9 minutos por partido. El equipo no logró el ascenso a la Liga Nacional de Básquet. En su segundo año disputa el Torneo Nacional de Ascenso 2005-06 donde lograron clasificarse al repechaje por el ascenso y posteriormente el ascenso a la LNB. En la temporada 2006-07, también en Quimsa, disputó los play off donde fueron eliminado en octavos ante Atenas. Fue convocado a disputar el Juego de las Estrellas de la LNB 2007 para el equipo de las promesas, donde fue el píivot titular.
En el año 2007 firma con el recién ascendido El Nacional Monte Hermoso para disputar la Liga Nacional de Básquet 2007-08, campeonato en el que, tras una gran actuación, llegaron a cuartos de final de los play off donde fueron eliminados por Peñarol que «barrió» la serie 3-0. En 51 partidos disputados promedió 6,8 puntos y 3,2 rebotes en 16.
Para la temporada 2008-09 firmó con Unión de Sunchales para disputar el Torneo Nacional de Ascenso 2008-09, donde el equipo logró el subcampeonato y el ascenso a la Liga Nacional al derrotar en el repechaje a San Martín de Corrientes por 3-2.
Para la temporada 2009-10 firmó con Estudiantes de Bahía Blanca para disputar la Liga Nacional de Básquet 2009-10. El equipo logró evitar el descenso pero no logró la clasificación a los play off.
En el año 2010 firma un contrato con una duración de dos años con Club Ciclista Olímpico para disputar la Liga Nacional de Básquet 2010-11 disputando un total de 46 partidos y alcanzando medias de 5,3 puntos y 3 rebotes en 14,4 minutos por partido en su primer año. El equipo no logró alcanzar la postemporada, pero logró evitar el descenso. En el año 2011 firma la renovación con Ciclista Olímpico para la Liga Nacional de Básquet 2011-12, donde lograron clasificarse a los play off, siendo eliminados por Club Gimnasia Indalo por 3-0 en la reclasificación.
En el año 2012 vuelve a Argentino de Junín] para jugar en su regreso a la Liga Nacional de Básquet 2012-13, logrando la clasificación a los play off y siendo eliminados en los cuartos de final contra Boca Juniors por 3-0. Lograron la clasificación a la Liga Sudamericana de Clubes 2013. En 52 partidos disputados promedió 9,3 puntos y 5,1 rebotes en 19,7 minutos.
En el año 2013 vuelve al Club Ciclista Olímpico para disputar la Liga Nacional de Básquet 2013-14 donde lograron disputar la reclasificación, cayendo ante Argentino de Junín por un 3-0. Tras renovar con Ciclista Olímpico para la Liga Nacional de Básquet 2014-15, lograron clasificarse a los cuartos de final por la donde es cayeron ante Obras Sanitarias por 3-0. En dicha temporada Cristian se volvió el jugador con más presencias en la historia del club con 192 partidos jugados.
En el año 2015 firma con Ferro para jugar en su regreso a la Liga Nacional de Básquet 2015-16 y disputa un total de 30 partidos, logrando una media de 14,1 puntos y 6,1 rebotes en 26,7 minutos por partido hasta que se lesiona los ligamentos cruzados de la rodilla. La operación que se le realiza es exitosa y el 29 de febrero de 2016 es reemplazado por Facundo Zárate por lo que resta de la temporada. Al final de la temporada y a pesar de su lesión, contribuye a evitar el descenso de Ferro en su retorno a la Liga Nacional, quedando a minutos de la clasificación para los play off.
Tras empezar la temporada sin equipo, el 22 de octubre de 2016 firmó con Libertad de Sunchales para reemplazar al lesionado Alejandro Alloatti. Tras dos meses y luego del retorno de Alloatti, fue cortado por el club previo al receso de mitad de temporada. En enero de 2017 fue contratado por Boca Juniors. En julio de ese año fichó con Instituto, club para el que jugaría tres temporadas.

### Clubes
- Actualizado hasta el 24 de enero de 2022.

| Club                        | País      | Año             |
| --------------------------- | --------- | --------------- |
| Argentino de Junín          | Argentina | 2003 – 2005     |
| Quimsa                      | Argentina | 2004 - 2007     |
| El Nacional Monte Hermoso   | Argentina | 2007 - 2008     |
| Unión de Sunchales          | Argentina | 2008 - 2009     |
| Estudiantes de Bahía Blanca | Argentina | 2009 – 2010     |
| Olímpico                    | Argentina | 2010 – 2012     |
| Argentino de Junín          | Argentina | 2012 - 2013     |
| Olímpico                    | Argentina | 2013 - 2015     |
| Ferro                       | Argentina | 2015 - 2016     |
| Libertad de Sunchales       | Argentina | 2016            |
| Boca Juniors                | Argentina | 2017            |
| Instituto                   | Argentina | 2017 - 2020     |
| La Unión de Formosa         | Argentina | 2020 - 2021     |
| Las Ánimas                  | Chile     | 2021            |
| Instituto                   | Argentina | 2021            |
| Universidad Católica        | Chile     | 2022            |
| Liceo Pablo Neruda          | Chile     | 2022            |
| Las Ánimas                  | Chile     | 2022 - 2024     |
| Independiente BBC           | Argentina | 2024 - Presente |

## Selección nacional
Amicucci formó parte del plantel argentino Sub-21 que disputó el Campeonato Sudamericano de Baloncesto Sub-21 del año 2004. La selección terminó siendo campeón de dicho torneo. Debido a sus buenas actuaciones también fue convocado para formar parte de la sub-21 que disputó el Campeonato Panamericano Sub-21 del mismo año siendo dirigido en ambos torneos por Rubén Magnano.

## Estadísticas

### Totales
- Actualizado hasta el 09 de mayo de 2016.

| Club                                  | Temporada | Liga  | PJ  | MIN   | PTS  | 2PM  | 2PL  | 3PM | 3PL | 1PM | 1PL  | RO  | RD   | RT   | ASI | ROB | BLO | FAL  |
| ------------------------------------- | --------- | ----- | --- | ----- | ---- | ---- | ---- | --- | --- | --- | ---- | --- | ---- | ---- | --- | --- | --- | ---- |
| Argentino de Junín Argentina          | 2003-2004 | LNB   | 18  | 232   | 69   | 28   | 54   | 1   | 1   | 10  | 27   | 12  | 29   | 41   | 4   | 7   | 0   | 29   |
| Argentino de Junín Argentina          | 2004-2005 | LNB   | 13  | 75    | 29   | 11   | 21   | 0   | 0   | 7   | 12   | 13  | 7    | 20   | 1   | 1   | 0   | 10   |
| Argentino de Junín Argentina          | Total     | Total | 31  | 307   | 98   | 39   | 75   | 1   | 1   | 17  | 39   | 25  | 36   | 61   | 5   | 8   | 0   | 39   |
| Quimsa Argentina                      | 2004-2005 | TNA   | 20  | 497   | 155  | 60   | 105  | 0   | 2   | 35  | 55   | 55  | 52   | 107  | 8   | 14  | 10  | 65   |
| Quimsa Argentina                      | 2005-2006 | TNA   | 35  | 673   | 329  | 123  | 190  | 0   | 2   | 83  | 114  | 62  | 83   | 145  | 12  | 12  | 10  | 98   |
| Quimsa Argentina                      | 2006-2007 | LNB   | 44  | 555   | 184  | 74   | 123  | 1   | 2   | 33  | 56   | 29  | 45   | 74   | 6   | 21  | 4   | 84   |
| Quimsa Argentina                      | Total     | Total | 99  | 1725  | 668  | 257  | 418  | 1   | 6   | 151 | 225  | 146 | 180  | 326  | 26  | 47  | 24  | 247  |
| El Nacional Monte Hermoso Argentina   | 2007-2008 | LNB   | 51  | 817   | 348  | 145  | 250  | 0   | 1   | 58  | 87   | 58  | 104  | 162  | 17  | 12  | 8   | 115  |
| El Nacional Monte Hermoso Argentina   | Total     | Total | 51  | 817   | 348  | 145  | 250  | 0   | 1   | 58  | 87   | 58  | 104  | 162  | 17  | 12  | 8   | 115  |
| Unión de Sunchales Argentina          | 2008-2009 | TNA   | 43  | 695   | 354  | 140  | 234  | 0   | 2   | 74  | 109  | 69  | 117  | 186  | 20  | 22  | 5   | 108  |
| Unión de Sunchales Argentina          | Total     | Total | 43  | 695   | 354  | 140  | 234  | 0   | 2   | 74  | 109  | 69  | 117  | 186  | 20  | 22  | 5   | 108  |
| Estudiantes de Bahía Blanca Argentina | 2009-2010 | LNB   | 47  | 1213  | 435  | 178  | 311  | 0   | 1   | 79  | 130  | 93  | 191  | 284  | 39  | 39  | 12  | 151  |
| Estudiantes de Bahía Blanca Argentina | Total     | Total | 47  | 1213  | 435  | 178  | 311  | 0   | 1   | 79  | 130  | 93  | 191  | 284  | 39  | 39  | 12  | 151  |
| Club Ciclista Olímpico Argentina      | 2010-2011 | LNB   | 46  | 662   | 243  | 95   | 191  | 0   | 0   | 53  | 78   | 47  | 89   | 136  | 15  | 17  | 3   | 99   |
| Club Ciclista Olímpico Argentina      | 2011-2012 | LNB   | 46  | 769   | 327  | 129  | 219  | 0   | 0   | 69  | 112  | 79  | 120  | 199  | 13  | 26  | 9   | 135  |
| Club Ciclista Olímpico Argentina      | Total     | Total | 92  | 1431  | 570  | 224  | 410  | 0   | 0   | 122 | 190  | 126 | 209  | 335  | 28  | 43  | 12  | 234  |
| Argentino de Junín Argentina          | 2012-2013 | LNB   | 52  | 1024  | 481  | 199  | 327  | 0   | 2   | 83  | 120  | 67  | 197  | 264  | 23  | 11  | 7   | 141  |
| Argentino de Junín Argentina          | Total     | Total | 52  | 1024  | 481  | 199  | 327  | 0   | 2   | 83  | 120  | 67  | 197  | 264  | 23  | 11  | 7   | 141  |
| Club Ciclista Olímpico Argentina      | 2013-2014 | TNA   | 47  | 1364  | 549  | 228  | 408  | 1   | 1   | 90  | 126  | 117 | 256  | 373  | 33  | 32  | 12  | 154  |
| Club Ciclista Olímpico Argentina      | 2014-2015 | TNA   | 53  | 1372  | 506  | 217  | 358  | 0   | 4   | 72  | 107  | 116 | 229  | 345  | 38  | 31  | 15  | 162  |
| Club Ciclista Olímpico Argentina      | Total     | Total | 100 | 2736  | 1055 | 445  | 766  | 1   | 5   | 162 | 233  | 233 | 485  | 718  | 71  | 63  | 27  | 316  |
| Ferro Argentina                       | 2015-2016 | LNB   | 30  | 800   | 423  | 178  | 321  | 1   | 1   | 64  | 82   | 65  | 117  | 182  | 23  | 26  | 11  | 87   |
| Ferro Argentina                       | Total     | Total | 30  | 800   | 423  | 178  | 321  | 1   | 1   | 64  | 82   | 65  | 117  | 182  | 23  | 26  | 11  | 87   |
| Total                                 | Total     | Total | 545 | 10748 | 4432 | 1805 | 3112 | 4   | 19  | 810 | 1215 | 882 | 1636 | 2518 | 252 | 271 | 106 | 1438 |

### Promedio
- Actualizado hasta el 08 de mayo de 2016.

| Club                                  | Temporada | Liga  | PJ  | MPP   | PPP   | 2P%   | 3P%  | 1P%   | RO   | RD   | RT   | ASI  | ROB  | BLO  | FAL  |
| ------------------------------------- | --------- | ----- | --- | ----- | ----- | ----- | ---- | ----- | ---- | ---- | ---- | ---- | ---- | ---- | ---- |
| Argentino de Junín Argentina          | 2003-2004 | LNB   | 18  | 12,9  | 3,8   | 52%   | 100% | 37%   | 0,7  | 1,6  | 2,3  | 0,2  | 0,4  | 0    | 1,6  |
| Argentino de Junín Argentina          | 2004-2005 | LNB   | 13  | 5,8   | 2,2   | 52%   | 0%   | 58%   | 1    | 0,5  | 1,5  | 0,1  | 0,1  | 0    | 0,8  |
| Argentino de Junín Argentina          | Total     | Total | 31  | 9,9   | 3,2   | 52%   | 100% | 43%   | 0,8  | 1,2  | 2,0  | 0,2  | 0,3  | 0,0  | 1,3  |
| Quimsa Argentina                      | 2004-2005 | TNA   | 20  | 24,9  | 7,8   | 57%   | 0%   | 64%   | 2,8  | 2,6  | 5,4  | 0,4  | 0,7  | 0,5  | 3,3  |
| Quimsa Argentina                      | 2005-2006 | TNA   | 35  | 19,2  | 9,4   | 65%   | 0%   | 73%   | 1,8  | 2,4  | 4,1  | 0,3  | 0,3  | 0,3  | 2,8  |
| Quimsa Argentina                      | 2006-2007 | LNB   | 44  | 12,6  | 4,2   | 60%   | 50%  | 59%   | 0,7  | 1    | 1,7  | 0,1  | 0,5  | 0,1  | 1,9  |
| Quimsa Argentina                      | Total     | Total | 99  | 17,4  | 6,7   | 61%   | 16%  | 67%   | 1,5  | 1,8  | 3,3  | 0,3  | 0,5  | 0,2  | 2,5  |
| El Nacional Monte Hermoso Argentina   | 2007-2008 | LNB   | 51  | 16    | 6,8   | 58%   | 0%   | 67%   | 1,1  | 2    | 3,2  | 0,3  | 0,2  | 0,2  | 2,3  |
| El Nacional Monte Hermoso Argentina   | Total     | Total | 51  | 16    | 6,8   | 58%   | 0%   | 67%   | 1,1  | 2    | 3,2  | 0,3  | 0,2  | 0,2  | 2,3  |
| Unión de Sunchales Argentina          | 2008-2009 | TNA   | 43  | 16,2  | 8,2   | 60%   | 0%   | 68%   | 1,6  | 2,7  | 4,3  | 0,5  | 0,5  | 0,1  | 2,5  |
| Unión de Sunchales Argentina          | Total     | Total | 43  | 16,2  | 8,2   | 60%   | 0%   | 68%   | 1,6  | 2,7  | 4,3  | 0,5  | 0,5  | 0,1  | 2,5  |
| Estudiantes de Bahía Blanca Argentina | 2009-2010 | LNB   | 47  | 25,8  | 9,3   | 57%   | 0%   | 61%   | 2    | 4,1  | 6    | 0,8  | 0,8  | 0,3  | 3,2  |
| Estudiantes de Bahía Blanca Argentina | Total     | Total | 47  | 25,8  | 9,3   | 57%   | 0%   | 61%   | 2    | 4,1  | 6    | 0,8  | 0,8  | 0,3  | 3,2  |
| Club Ciclista Olímpico Argentina      | 2010-2011 | LNB   | 46  | 14,4  | 5,3   | 50%   | 0%   | 68%   | 1    | 1,9  | 3    | 0,3  | 0,4  | 0,1  | 2,2  |
| Club Ciclista Olímpico Argentina      | 2011-2012 | LNB   | 46  | 16,7  | 7,1   | 59%   | 0%   | 62%   | 1,7  | 2,6  | 4,3  | 0,3  | 0,6  | 0,2  | 2,9  |
| Club Ciclista Olímpico Argentina      | Total     | Total | 92  | 15,6  | 6,2   | 54,6% | 0,0% | 64,2% | 1,4  | 2,3  | 3,6  | 0,3  | 0,5  | 0,1  | 2,5  |
| Argentino de Junín Argentina          | 2012-2013 | LNB   | 52  | 19,7  | 9,3   | 61%   | 0%   | 69%   | 1,3  | 3,8  | 5,1  | 0,4  | 0,2  | 0,1  | 2,7  |
| Argentino de Junín Argentina          | Total     | Total | 52  | 19,7  | 9,3   | 61%   | 0%   | 69%   | 1,3  | 3,8  | 5,1  | 0,4  | 0,2  | 0,1  | 2,7  |
| Club Ciclista Olímpico Argentina      | 2013-2014 | LNB   | 47  | 29    | 11,7  | 56%   | 100% | 71%   | 2,5  | 5,4  | 7,9  | 0,7  | 0,7  | 0,3  | 3,3  |
| Club Ciclista Olímpico Argentina      | 2014-2015 | LNB   | 53  | 25,9  | 9,5   | 61%   | 0%   | 67%   | 2,2  | 4,3  | 6,5  | 0,7  | 0,6  | 0,3  | 3,1  |
| Club Ciclista Olímpico Argentina      | Total     | Total | 100 | 27,36 | 10,55 | 58%   | 20%  | 70%   | 2,33 | 4,85 | 7,18 | 0,71 | 0,63 | 0,27 | 3,16 |
| Ferro Argentina                       | 2015-2016 | LNB   | 30  | 26,7  | 14,1  | 55%   | 0%   | 78%   | 2,2  | 3,9  | 6,1  | 0,8  | 0,9  | 0,4  | 2,9  |
| Ferro Argentina                       | Total     | Total | 30  | 26,7  | 14,1  | 55%   | 0%   | 78%   | 2,2  | 3,9  | 6,1  | 0,8  | 0,9  | 0,4  | 2,9  |
| Total                                 | Total     | Total | 545 | 19,7  | 8,1   | 58%   | 21%  | 67%   | 1,6  | 3    | 4,6  | 0,5  | 0,5  | 0,2  | 2,6  |

## Palmarés

### Campeonatos nacionales
- Actualizado hasta el 10 de mayo de 2016.

| Título        | Club               | País      | Año         |
| ------------- | ------------------ | --------- | ----------- |
| Ascenso a LNB | Quimsa             | Argentina | 2005 - 2006 |
| Subcampeonato | Unión de Sunchales | Argentina | 2008 - 2009 |
| Ascenso a LNB | Unión de Sunchales | Argentina | 2008 - 2009 |

### Selección
- Actualizado hasta el 10 de mayo de 2016.

| Título                         | Club      | País  | Año  |
| ------------------------------ | --------- | ----- | ---- |
| Sudamericano Sub-21 Chile 2004 | Argentina | Chile | 2004 |

### Individuales
- Actualizado hasta el 10 de mayo de 2016.

| Título                                 | Club                   | País      | Año             |
| -------------------------------------- | ---------------------- | --------- | --------------- |
| Juego de las Estrellas de la LNB 2007  | Quimsa                 | Argentina | 2006 - 2007     |
| Jugador con más presencias en Ciclista | Club Ciclista Olímpico | Argentina | 2014 - Presente |